# Odinshane
Odinshane (Phalaropus lobatus) er en vadefugl, der forår og efterår er en sjælden trækgæst fra det nordlige Skandinavien på vej til overvintring i den Persiske Bugt og ud for den Arabiske Halvø i den nordlige del af det Indiske Ocean.
Odinshane minder om thorshane, men har et langt, nåletyndt og lige næb, hvor thorshane har et tykkere og højere næb. Hunnen i sommerdragt er rød fra øjet og ned under struben, hvor thorshane er rød på hele halsen og undersiden. Hannen er mere dæmpet farvet. Odinshane ses under trækket ved lavvandede kyster, søer og laguner, og den virker ofte tillidsfuld.
- Odinshane i vinterdragt
- Odinshanens æg